# .re
A .re Réunion internetes legfelső szintű tartomány kódja, melyet 1997-ben hoztak létre.

## Második szintű tartománykódok
- asso.re – társaságoknak.
- nom.re – személyeknek.
- com.re – kereskedelmi (bárki szabadon regisztrálhat).